# Рихард фон Кюлман
Рихард фон Кюлман (на немски: Richard von Kühlmann) е германски индустриалец и дипломат.

## Биография
Следва право в Лайпцигския университет, в Университета „Фридрих-Вилхелм“ в Берлин и в Мюнхенския университет.
През 1908 г. е назначен за съветник на посланика в посолството на Германия в Лондон, където остава (с прекъсвания за командировки) до самото начало на Първата световна война.
От 12 август до 2 октомври 1914 г. работи в германското посолство в Стокхолм. Оттам е командирован в Константинопол, където организира германско новинарско бюро. Посланик е на Германия в Хага от март 1915 до септември 1916 г. и в Османската империя от септември 1916 до 1 август 1917 г.
Заема поста министър на външните работи на Германия от 6 август 1917 до 9 юли 1918 г. Представлява Германия на подписването на Брест-Литовския мирен договор.
Подава оставка под натиска на военните, които не са съгласни с позицията му за търсене на дипломатически средства за прекратяване на Първата световна война.